# Tramain
Tramain (en bretó Tremaen, gal·ló Tramaen) és un municipi francès, situat a la regió de Bretanya, al departament de Costes del Nord. L'any 2005 tenia 618 habitants.

## Demografia
| 1962                                       | 1968 | 1975 | 1982 | 1990 | 1999 |
| ------------------------------------------ | ---- | ---- | ---- | ---- | ---- |
| 436                                        | 463  | 473  | 460  | 483  | 527  |
| Des de 1962: població sense dobles comptes |      |      |      |      |      |

## Administració
| Període   | Identitat     | Partit |
| --------- | ------------- | ------ |
| 2001-2008 | José Bertho   |        |
| 2008-     | Michel Gesret |        |